# Бейшеналиев, Алмазбек Бейшеналиевич
Бейшеналиев Алмазбек Бейшеналиевич (2 июня 1981 года, с. Ат-Башы, Ат-Башинский район, Нарынская область) — научный работник, политический деятель, на данный момент занимающий пост Министра образования и науки Кыргызской Республики.
28 сентября 2022 года был задержан сотрудниками МВД КР по подозрению в вымогательстве взятки у иностранных студентов за зачисление их в киргизские вузы..

## Образование
- 1998—2001 — учился на факультете филологии Нарынского государственного университета (во время учёбы перевёлся в Германию).
- 2001—2003 — окончил курсы немецкого языка в Штутгарте (Германия);
- 2004—2007 — окончил педагогический университет PH-Ludwigsburg (дидактика и английский язык) в Людвигсбурге (Германия);
- 2009—2011 — окончил аспирантуру Кыргызского государственного университета имени И. Арабаева, получив степень кандидата педагогических наук;
- 2012—2017 — учился в докторантуре КГУ имени И. Арабаева.
- Доктор исторических наук
- Знание языков (Кыргызский, русский, турецкий, английский, немецкий)

## Трудовая деятельность
- 2007—2010 — президент, председатель правления Ассоциации молодых предпринимателей;
- 2008—2010 — преподаватель факультета международных отношений международного университета «Ала-Тоо»;
- 2012—2013 — проректор, директор Института иностранных языков Университета Вистула (Варшава, Польша);
- 2013 — приглашенный профессор Университета Северной Айовы (США);
- 2013—2014 — работал в пост-докторантуре (исследование) Университета Джонса Хопкинса (США);
- 2014—2017 — проректор по научной работе и внешним связям международного университета «Ала-Тоо»;
- 2016—2017 — приглашенный профессор университета Джонса Хопкинса;
- 2017—2018 — заведующий отделом образования, культуры и спорта аппарата правительства КР;
- 2018—2020 — директор Регионального института Центральной Азии;
- 2020—2021 (6 месяцев) — Министр образования и науки Кыргызской Республики.
- 2021-2022 — Постоянный представитель Кыргызской Республики при Организации Объединенных Наций и других международных организациях в г. Женеве и Посол КР в Швейца́рской Конфедера́ции
- с февраля 2022 года до октября 2022 года— Министр образования и науки Кыргызской Республики.